# Egretta dimorpha
Garça-dimorfa (Egretta dimorpha) é uma espécie de pelecaniforme da família Ardeidae.
Pode ser encontrada nos seguintes países: Comoros, Quénia, Madagáscar, Mayotte, Seychelles e Tanzânia.